# Wilhelm Georg Krüger

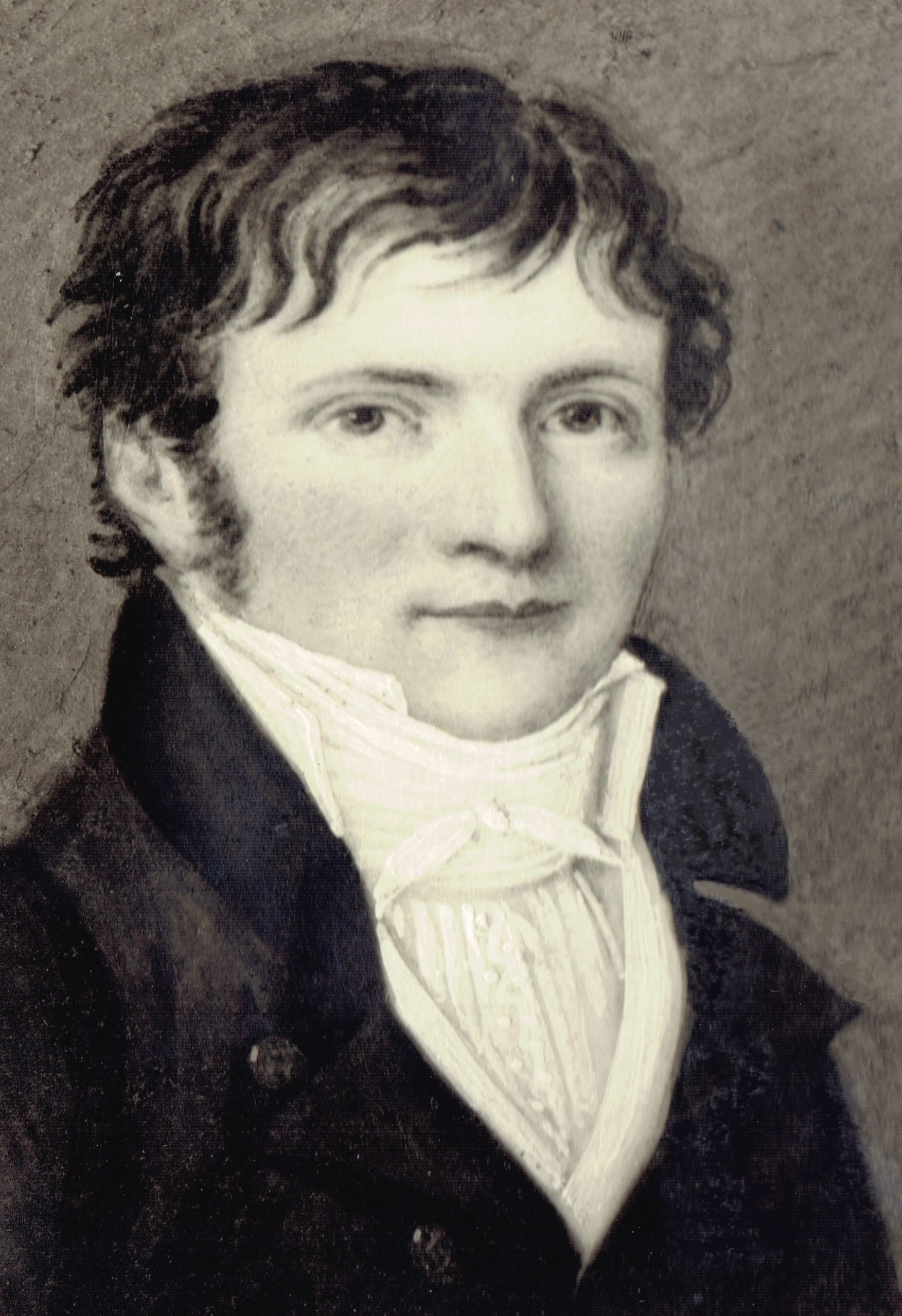
Wilhelm Georg Krüger

Wilhelm Georg Krüger (* 10. Februar 1774 in Lüneburg; † 2. März 1835 in Bauske, Gouvernement Kurland) war ein deutscher Pastor, Pädagoge und Literat.

## Herkunft und Schulzeit
Wilhelm Georg Krüger war der älteste Sohn von Paul Friedrich Heinrich Krüger, dem Pächter der Alten Ratsapotheke Lüneburg, und seiner zweiten Ehefrau, Dorothea Margarethe Soltau, der Schwester des Bergedorfer Schriftstellers Dietrich Wilhelm Soltau.
Er besuchte nach Privatunterricht das Johanneum in Lüneburg und anschließend das Katharineum in Braunschweig.

## Studienzeit
Im April 1793 nahm er das Studium der Philosophie und Theologie in Jena, dem damaligen geistigen Zentrum Deutschlands unter dem maßgeblichen Einfluss Goethes, auf. Seine Professoren in Philosophie waren Johann Gottlieb Fichte, Carl Leonhard Reinhold, Friedrich Immanuel Niethammer und Carl Christian Erhard Schmid, der damals als prominentester Vertreter der Lehren Kants galt. Theologie lehrten die Professoren Johann Jakob Griesbach, Heinrich Eberhard Gottlob Paulus und Johann Wilhelm Schmid. Friedrich Hölderlin war zeitweilig sein Kommilitone.
Wilhelm Georg Krüger war am 18. Juni 1794 Gründungsmitglied der von Johann Gottlieb Fichte initiierten Gesellschaft der freien Männer, die sich gelegentlich auch „Literarische Gesellschaft“ nannte. Fichtes Vorlesungen über die Bestimmung des Gelehrten rüttelten die Studenten auf. Er erwartete von seinen Studenten, dass sie sich für das Wohl der Menschheit einsetzten. Das versuchten diese in freundschaftlicher Gemeinschaft umzusetzen und für die Verbreitung der Wahrheit zu wirken: „Wahrheit ist unser einziges, unser höchstes Ziel“. Die Freien Männer, zu denen u. a. Johann Smidt, Johann Erich von Berger und Johann Friedrich Herbart gehörten, gingen in Fichtes Haus ein und aus, waren unter den Studenten hoch angesehen und bildeten einen Gegenpol zu den sonstigen lärmenden studentischen Verbindungen.  Die von den Mitgliedern geforderten Vorträge, die schriftlichen Einreichungen und Lesungen in den Gesellschaftsversammlungen deckten ein weites Spektrum der Philosophie, Politik, Ethik, Pädagogik und Literatur ab. Einzelne Vortragsthemen Krügers sind dokumentiert. Er komponierte auch, vertonte u. a. das Bundeslied von Goethe und trug dieses während einer Versammlung vor. Anlässlich Krügers Weggang aus Jena widmete der 4 Jahre ältere Privatdozent für Philosophie Friedrich Karl Forberg ihm sein anonymes Werk Fragmente aus meinen Papieren mit explizit an Krüger, „Freund und Bruder meines Herzens“ gerichtetem Vorwort.

## Berufliches Wirken
Wilhelm Georg Krüger wurde 1795 zunächst Lehrer an der innovativen Erziehungsanstalt für Mädchen des Rates Christian Karl André und dessen Mitarbeiter an der „Compendiösen Bibliothek der gemeinnützigsten Kenntnisse“ in Eisenach. Dann eignete er sich die neuesten Erkenntnisse der philanthropischen Pädagogik an der Erziehungsanstalt des Pastors und Pädagogen Christian Gotthilf Salzmann, der auch André inspiriert hatte, in Schnepfenthal bei Gotha an und lehrte dort Französisch und Musik.
Wilhelm Georg Krüger nahm 1796 einen Auftrag als Hauslehrer auf dem Gut Zerxten in Kurland an, wo er seine pädagogischen Konzepte praktisch erprobte. Sein an die Universität Jena geschicktes Konzept zu einem größeren philosophischen Werk wurde als Dissertation gewertet und führte 1799 zu seiner Promotion zum Doctor philosophiae.
1804 wurde er zum Konrektor der Stadtschule in Libau berufen und ab 1806 zum Kreislehrer der neu eröffneten Kreisschule in Libau, wo er deutsche und französische Sprache, Geometrie und Arithmetik lehrte. Er entwickelte systematische Tabellen für die französische Sprachlehre, für die deutsche Orthographie und die deutsche Grammatik und veröffentlichte eine lateinische Sprachlehre für den Schulgebrauch. 1810 ging er als Adjunkt des Propsten Carl Ernst Pusin nach Tuckum. Ab 1812 wirkte er als deutscher Frühprediger in Bauske, wo er bis zu seinem Tode als Pastor tätig war.
Er publizierte kleine literarische Schriften sowie literarische, pädagogische, psychologische und politische Artikel für verschiedene Journale im In- und Ausland. Auch als Reiseschriftsteller sowie Theater- und Opernkritiker betätigte er sich. Er war ordentliches Mitglied der Kurländischen Gesellschaft für Literatur und Kunst.

## Ehe und Nachkommen
Krüger war seit dem 1. September 1801 mit Dorothea Alexandrina Pusin, der ältesten Tochter des Tuckumer Pastors Carl Ernst Pusin, verheiratet. Aus der Ehe ging Anton Adolf Krüger (1808–1891) hervor, der wie sein Sohn Karl Adolf Friedrich Wilhelm Krüger (1834–1906) und dessen Sohn Walter Friedrich Adolf Krüger (1884–1962) Pastor in Kurland war.

## Schriften
Monografien
- Antons Reisen in die wirkliche Welt. Hofmann, Hamburg 1802.
- Vermächtnis eines Einsamen. Hofmann, Hamburg 1802.
- Versuch über den Geist des Zeitalters. Programm zur Bekanntmachung der feierlichen Einweihung und Eröffnung der Kreisschule zu Libau im Oktober 1805. Mitau 1805.
- Erinnerungen aus einer Reise von Kurland aus durch Dänemark und einen Theil des nördlichen Deutschlands nach Ronneburg, im Spätsommer 1818.  Unter Kürzel W.G.K. veröffentlicht, Literarisches Commissions-Comptoir, Ronneburg 1819 (google.de).
- Gesammelte Schriften. Steffenhagen & Sohn, Mitau 1832.
- Die Aeneide des Publius Vergilius Maro; verdeutscht in Versen. Frantzens Buchhandlung, Riga und Dorpat 1835.

Artikel
- Ueber den Begriff des Jünglingsalters. Anonym veröffentlicht in: Psychologisches Magazin. Zweytes Stück, Hrsg.: Johann Gottlob Heynig, Verlag Richtersche Buchhandlung, Altenburg 1796, S. 102–109 (uni-goettingen.de).
- Hundert Stunden auf der Ostsee. In: Poezil., Eine Quartalsschrift. J. F. Fazius, Coburg 1801.
- Über den Mechanismus des Werktriebes. Anonym veröffentlicht unter "Kr...r" in: Psychologisches und Anthropologisches Magazin. 3. Stück, Hrsg.: Johann Gottlob Heynig, Verlag Richtersche Buchhandlung, Altenburg 1797, S. 109–121 (uni-goettingen.de).
- Ueber den Begriff von Gott als Regenten und Richter. In: Journal für Veredlung des Prediger- und Schullehrerstandes, des öffentlichen Religionscultus und des Schulwesens. Hrsg.: Johann Georg Jonathan Schuderoff, Verl. J. A. Barth, Leipzig 1805.
- Kurzer Entwurf der christlichen Religionslehre. In: Journal für Veredlung des Prediger- und Schullehrerstandes, des öffentlichen Religionscultus und des Schulwesens. Hrsg.: Johann Georg Jonathan Schuderoff, Verl. J. A. Barth, Leipzig 1805.
- Von der Religion überhaupt und dem Verhältnisse des christlichen zu ihr insbesondere. In: Neues Journal für Veredlung des Prediger- und Schullehrerstandes, des öffentlichen Religionscultus und des Schulwesens.  Hrsg.: Jonathan Schuderhoff,  Verl. J. A. Barth, Leipzig 1810.
- Von einem ausgezeichneten Weltmann. In: Ruthenia oder St. Petersburgsche Monatsschrift. 6. Jahrgang, 1810, Hrsg.: F. E. Schröder u. F. B. Albers, St. Petersburg und Mitau, Verlag Deubner & Trey, Riga 1810, S. 35 ff (digitale-sammlungen.de) und S. 117 ff (digitale-sammlungen.de).
- Von der Sartyre. In: Wiener Zeitschrift für Kunst, Literatur, Theater und Mode. Hrsg.: Carl Gerold, Nr. 49, Wien 1823, S. 397–401 (onb.ac.at), Nr. 50 S. 405–410(onb.ac.at).